# عقیل‌بیگ جباروف
عقیل‌بیگ جباروف (به قرقیزی: Акылбек Жапаров) یک سیاستمدار قرقیزستانی است که از ۱۲ اکتبر ۲۰۲۱ به‌عنوان رئیس کابینه وزیران قرقیزستان فعالیت می‌کند. او جایگزین اولوق‌بیگ باریبف شد که در ۵ مه ۲۰۲۱ توسط رئیس‌جمهور صدر جباروف به سمت جدید منصوب شده‌بود. 
عقیل‌بیگ همزمان رئیس اداره ریاست‌جمهوری تحت ریاست صدر جباروف نیز می‌باشد.
جباروف با سابقه اقتصادی و مهندسی قبلاً در چندین نقش عمدتاً اقتصادی در دولت‌های آقایف و باقی‌یف، از جمله از ۲۶ مارس ۲۰۰۵ تا ۲۷ دسامبر ۲۰۰۷ به‌عنوان وزیر اقتصاد و دارایی پس از انقلاب گل لاله خدمت کرده‌بود.